# Anoplodactylus imperialis
Anoplodactylus imperialis är en havsspindelart som beskrevs av Nakamura, K. och C.A. Child 1986. Anoplodactylus imperialis ingår i släktet Anoplodactylus och familjen Phoxichilidiidae. Inga underarter finns listade i Catalogue of Life.